# 李来柱
李来柱（1932年10月10日—2023年3月12日），山东省莘县曹屯村人。中国人民解放军上将，原北京军区司令员，是第七届全国人民代表大会代表、第九届全国人大常委。

## 生平
李来柱1944年5月参加抗日游击队，1947年参军，1948年6月加入中国共产党，中国人民解放军军政大学毕业。曾历任副班长、班长、副排长、排长、连副指导员、指导员、营副教导员、教导员、团参谋长、副团长、团长、205师参谋长、206师师长、北京军区石家庄步兵学校副校长兼训练部长、北京军区石家庄陆军学校校长、北京军区副司令员、司令员。1955年9月被授予上尉军衔，1960年5月晋升大尉军衔，1964年5月晋升少校军衔；1988年9月被授予中将军衔。在1989年的「六四」事件中，時任北京軍區副司令員李來柱曾逼軍長們「表態」，執行「六四」戒嚴命令。1994年6月，晋升上将军衔。
1998年3月，第九届全国人大第一次会议上，他当选全国人民代表大会常务委员会委员。
2009年加入中国作家协会，著有诗歌集《兴戎赋》、《大地情》、《蓝竹风》、《枫叶红》、《华阴行》等，并撰写了《血洗征尘》、《情铸雄师》、《带兵人的桥和船》、《军地两用人才学》、《戎州征战记》等著作。